# 東レ科学技術賞
東レ科学技術賞（とうれかがくぎじゅつしょう）は、東レにより設立された公益財団法人東レ科学振興会が授与する日本の科学技術の賞。
理学・工学・農学・薬学・基礎医学の分野で、学術上の業績が顕著な研究者、学術上重要な発見をした研究者、効果が大きい重要な発明をした研究者、あるいは技術上重要な問題を解決して技術の進歩に大きく貢献した研究者を対象とする。金メダルおよび副賞の賞金500万円が授与される。

## 受賞者一覧
- 1960年：江崎玲於奈、平田森三、桜田一郎、内藤多仲
- 1961年：加藤辨三郎、牧野佐二郎
- 1962年：関口春次郎、坂口謹一郎
- 1963年：山本時男、明石雅夫
- 1964年：西山善次、高橋秀俊
- 1965年：谷一郎、上田良二
- 1966年：小谷正雄、岡本剛
- 1967年：永田武、奥貫一男
- 1968年：三宅静雄、中村素
- 1969年：前田憲一、西島和彦
- 1970年：久保昌二、小田稔
- 1971年：松原武生、菊池喜充
- 1972年：八木國夫、丸安隆和
- 1973年：霜田光一、有馬啓
- 1974年：杉本健三、久保田尚志
- 1975年：今堀和友、乾崇夫
- 1976年：佐藤了、大林辰蔵
- 1977年：鈴木旺、向山光昭
- 1978年：三宅三郎、小川四郎
- 1979年：高柳和夫、三枝武夫
- 1980年：加藤範夫、團勝磨
- 1981年：松田久、力武常次
- 1982年：河田幸三、内山龍雄
- 1983年：岩崎俊一、芳田奎
- 1984年：浜川圭弘、田中郁三
- 1985年：木幡陽、金澤武
- 1986年：田部浩三、斎藤信彦
- 1987年：遠藤章、森田正人、朽津耕三
- 1988年：鈴木増雄、末松安晴
- 1989年：野依良治、田中靖郎
- 1990年：稲場文男、糟谷忠雄
- 1991年：川路紳治、小嶋稔、茅野春雄
- 1992年：齋藤修二、伊理正夫、井村徹
- 1993年：井上祥平、宮沢弘成
- 1994年：伊賀健一、吉澤透
- 1995年：中西重忠、菅原寛孝
- 1996年：山本尚、森肇
- 1997年：田中豊一、木原太郎
- 1998年：浅島誠、堂山昌男
- 1999年：柳田充弘、赤﨑勇
- 2000年：西田篤弘、川崎恭治
- 2001年：髙柳邦夫、玉尾皓平
- 2002年：黒岩常祥、永嶺謙忠
- 2003年：柴崎正勝、朝山邦輔
- 2004年：佐藤矩行、奈良坂紘一
- 2005年：中沢正隆、竹縄忠臣
- 2006年：新海征治、永宮正治
- 2007年：田中啓二、大高一雄
- 2008年：岩本正和、矢川元基
- 2009年：岡田典弘、新庄輝也
- 2010年：山本雅之、家正則
- 2011年：丸岡啓二、山崎泰規
- 2012年：香取秀俊、坂野仁
- 2013年：田村元秀、近藤豊
- 2014年：古澤明、月田早智子
- 2015年：小林修、岡村均
- 2016年：初田哲男、硤合憲三
- 2017年：井ノ口馨、濱田博司
- 2018年：國中均、八島栄次
- 2019年：飯野正光、木下東一郎
- 2020年：野崎京子、松島綱治
- 2021年：岡部徹、影山龍一郎
- 2022年：森郁恵、安藤敏夫
- 2023年：沈建仁、吉村昭彦
- 2024年：永長直人、胡桃坂仁志